# Prince Aning
Prince Adu-Addae Junior Aning (* 23. April 2004 in Amsterdam, Niederlande) ist ein niederländisch-ghanaischer Fußballspieler.

## Karriere

### Verein
Nach seinen Anfängen in der Jugend des OSV Amsterdam wechselte er im Sommer 2012 innerhalb der Stadt in die Jugendabteilung von Ajax Amsterdam. Dort durchlief er alle Jugendmannschaften und bestritt unter anderem fünf Spiele in der Saison 2021/22 in der UEFA Youth League. 
Zur Saison 2022/23 wechselte Aning zu Borussia Dortmund. Er unterschrieb einen Vertrag bis zum 30. Juni 2026 und ist für die zweite Mannschaft in der 3. Liga eingeplant. Zudem kommt er für die U19 in der UEFA Youth League und A-Junioren-Bundesliga zum Einsatz.

### Nationalmannschaft
Aning bestritt seit 2019 für die U16, U18 und U19 des niederländischen Fußballverbands insgesamt 12 Spiele und erzielte dabei ein Tor. 

## Titel
- Meister der A-Junioren-Bundesliga West: 2023